# Тенеле (Нуоро)
Тенеле је насеље у Италији у округу Нуоро, региону Сардинија.
Према процени из 2011. у насељу је живело 21 становника. Насеље се налази на надморској висини од 22 м.